# Lehigh Valley Railroad
Ne doit pas être confondu avec Lehigh and New England Railroad ou Lehigh and Hudson River Railway.

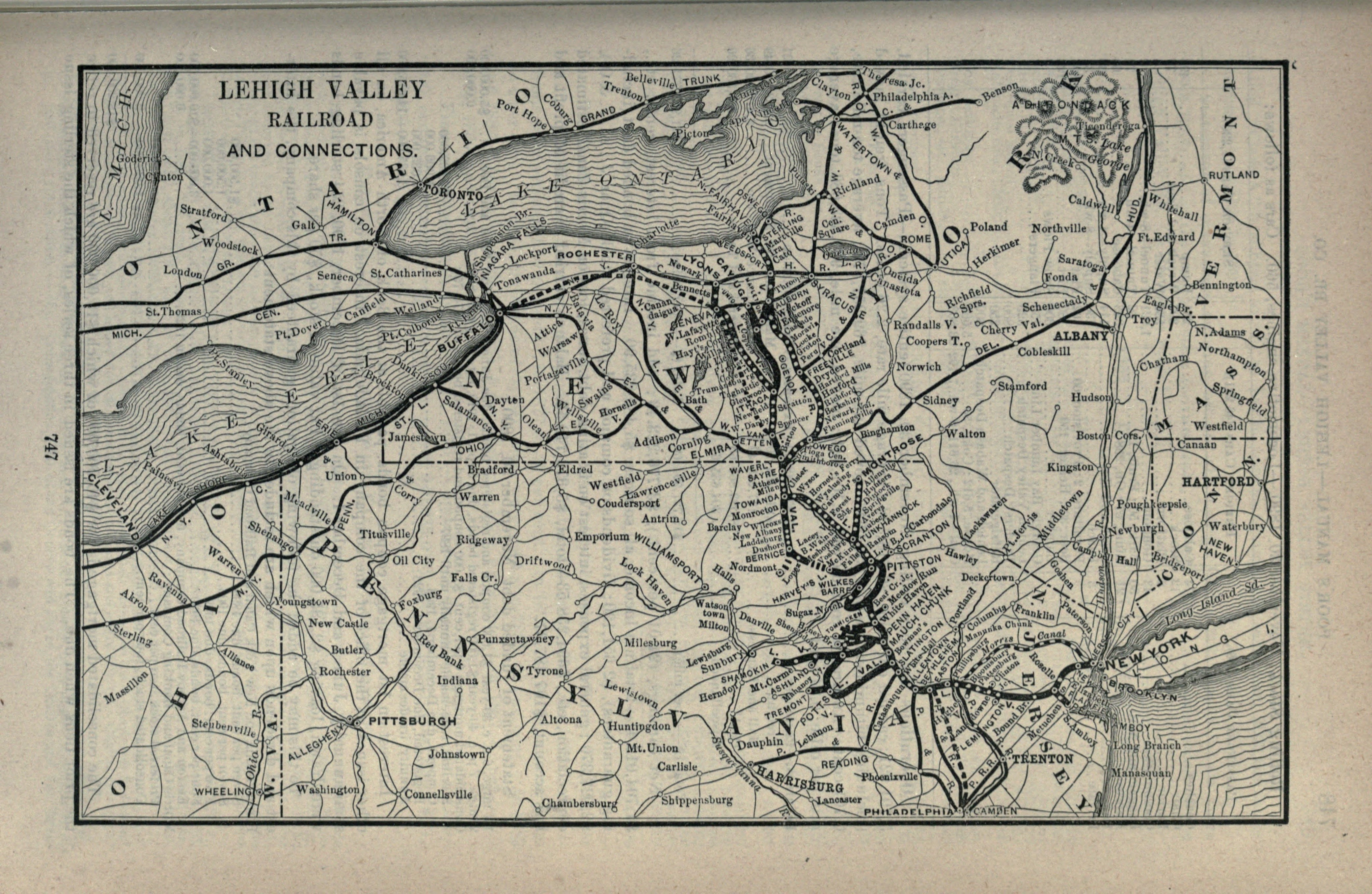
Partie du réseau du Lehigh Valley Railroad en 1891.

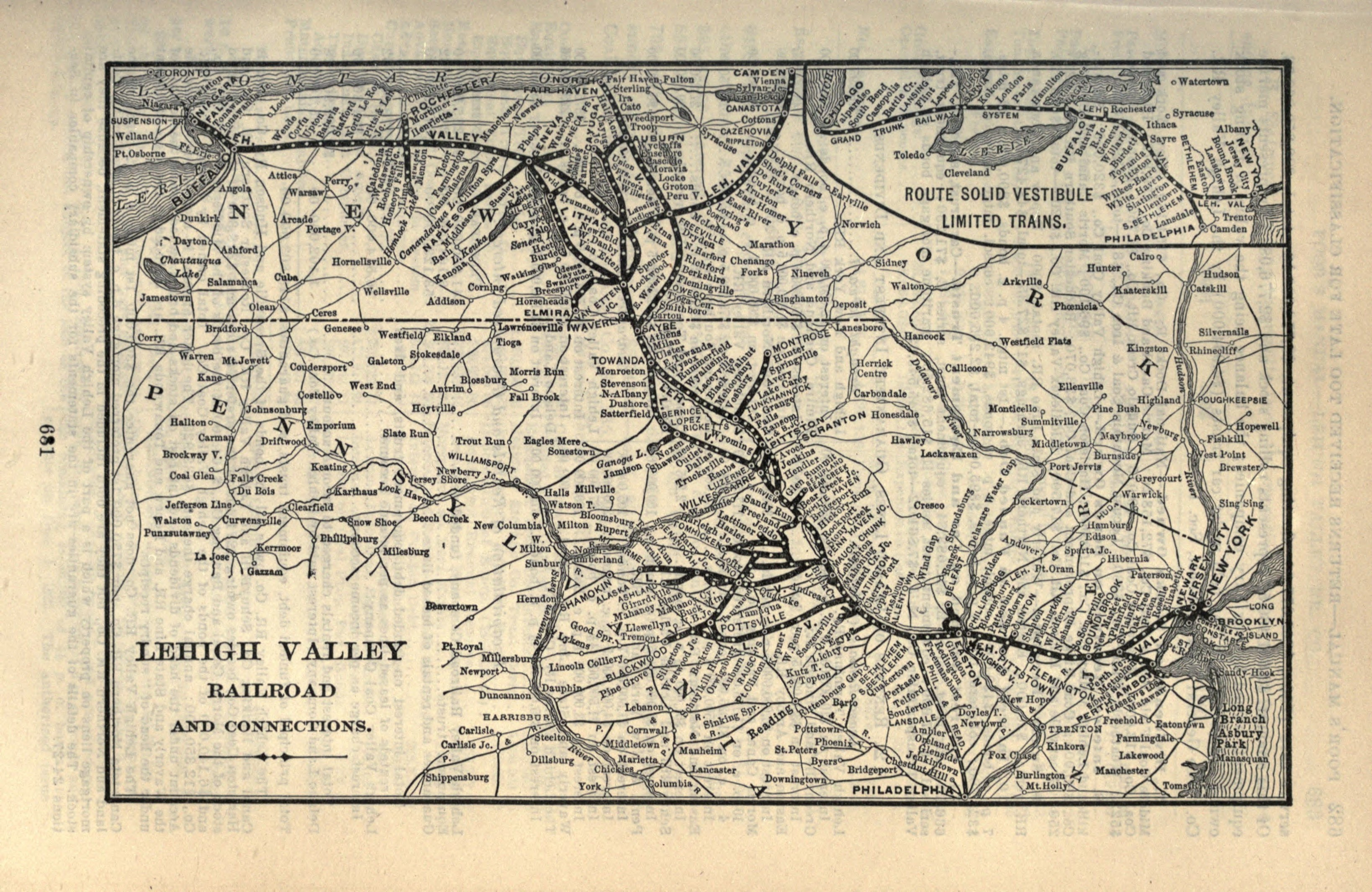
Le réseau en 1903.

La Lehigh Valley Railroad (sigle AAR : LV) est un ancien réseau de chemins de fer construit dans le Nord-Est des États-Unis, conçu pour le transport de charbon. Il fait partie des chemins de fer américains de classe I.
Il apparaît en 1846 en Pennsylvanie sous le nom de Delaware, Lehigh, Schuylkill and Susquehanna Railroad, afin d'accélérer le transport de l'anthracite qui se faisait par bateau sur la rivière Lehigh. Il devient la Lehigh Valley Railroad en 1853 et est connu sous le nom de Route of the black Diamond. Affaibli par la baisse des ventes de charbon, il finit par être contrôlé par le Pennsylvania Railroad en 1962.

## Histoire

### Les origines
La Delaware, Lehigh, Schuylkill & Susquehanna Railroad Company fut créée le 21 avril 1846 en Pennsylvanie pour acheminer le charbon anthracite de Mauch Chunk à Easton. Les travaux furent lancés en décembre 1852 pour relier ces deux villes distantes de 73 km. Ce chemin de fer faisait partie des nombreuses compagnies à voir le jour dans le nord-est des États-Unis. Il fut renommé Lehigh Valley Railroad (LV) le 7 janvier 1853, et ouvrit en octobre 1855. Le transport d'anthracite lui valut le surnom de Route of the black Diamond (route du diamant noir). Précédemment, l'anthracite était transporté par bateau sur la rivière Lehigh. L'arrivée du chemin de fer allait accélérer son transport.
En 1864, la compagnie fit l'acquisition du Beaver Meadow Railroad et du Penn Haven & White Haven Railroad. Puis en 1866, elle acquit le Lehigh & Mahanoy Railroad incluant le Quakake Railroad. L'année suivante, sa filiale Pennsylvania & New York Railroad, atteignit Waverly dans le Comté de Tioga (New York) pour transborder son charbon sur l'Erie Railroad (à écartement large) qui l'acheminait ensuite vers Buffalo. En 1868, elle racheta le Lehigh & Luzerne Railroad, le Hazleton Luzerne Railroad et le Hazleton & Lehigh Railroad. En 1870, la compagnie du Lehigh Valley finança la mise en place d'un troisième rail dans les voies à écartement large de l'Erie, afin que ses trains pussent rouler directement jusqu'à Buffalo sans être transbordés sur les wagons de l'Erie à Waverly. Cette même année, le Southern Central arriva à Waverly pour réaliser des échanges avec le Lehigh Valley et l'Erie; ce chemin de fer deviendrait plus tard l'Auburn division du LV, et servirait principalement au transport de charbon vers Fair Haven où il serait transbordé sur des navires du Lac Ontario. 
En 1872, le Lehigh Valley prolongea sa ligne principale d'Easton, Pennsylvanie à Perth Amboy, New Jersey. Plus tard, en 1889, le Lehigh Valley bâtit un terminal de marchandise à Jersey City, New Jersey, sur des terrains contigus au Morris Canal Basin sur le fleuve Hudson en plein cœur du port de New York. L'accès au terminal se faisait grâce aux voies du Central Railroad of New Jersey (CNJ). 
En 1892, le Lehigh Valley loua ses services au Reading Railroad pour une durée de 99 ans. Mais la panique financière de 1893, conduisit le Reading à la banqueroute et à son incapacité à payer le Lehigh Valley pour son charbon. Le Lehigh Valley interrompit sa location au Reading et reprit son exploitation dès le 8 août 1893. 

### L'apogée

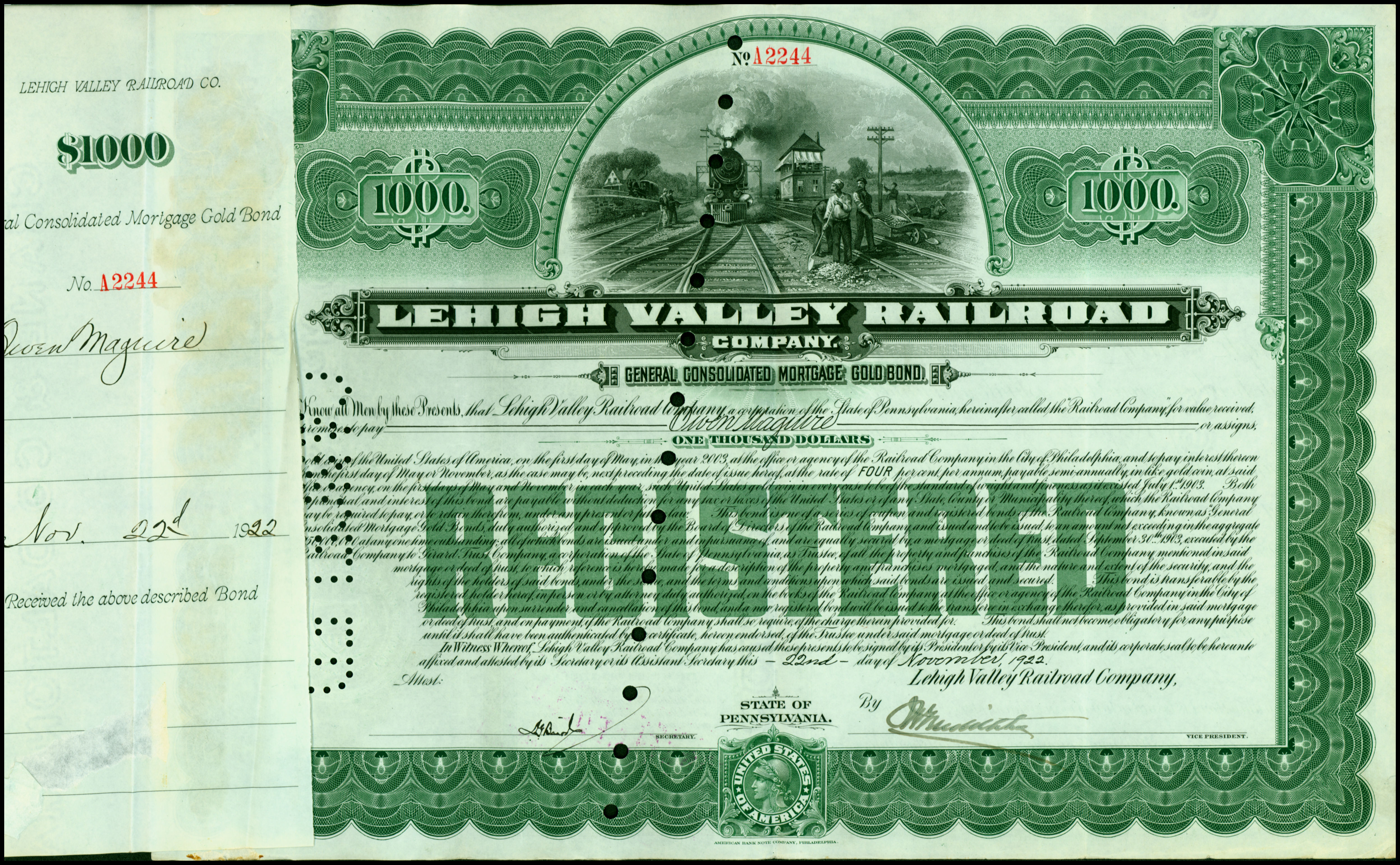
Obligation de la Lehigh Valley Railroad Company en date du 22. Novembre 1922

En  1895, le Lehigh Valley acheva la construction de sa propre ligne entre Waverly et Buffalo; cela évitait d'une part de passer sur les voies de l'Erie à Waverly, et d'autre part cela étendait la ligne du port de  New York Harbor au Tifft Terminal de Buffalo, en traversant la vallée de Lehigh en Pennsylvanie, et la région des Finger Lakes dans l'État de New York. Cette même année, le Lehigh Valley créa le Greenville & Hudson Railway pour relier son Jersey City Terminal avec sa filiale Easton & Amboy Railroad au niveau de South Plainfield, New Jersey. 
En 1896, le train Black Diamond commença un service voyageur entre New York et Buffalo. En 1897, J.P. Morgan prit le contrôle du Lehigh Valley en épongeant ses dettes..
Avec l'achèvement des énormes entrepôts de Sayre en 1901, cette ville devint le cœur du réseau du Lehigh Valley. 
En 1916,  sur les quais du Lehigh Valley du port de New York, un commando allemand fit sauter le dépôt Black Tom chargé de munitions destinées aux alliés franco-britanniques. 
Dans les années 1930, le Pennsylvania Railroad prit 31 % du Lehigh Valley. En 1945, les locomotives EMD FT furent les premières diesels du Lehigh Valley. En 1948, toutes les locomotives à vapeur du service voyageur furent remplacées par des diesels Alco PA. Le 14 septembre 1951, la Mikado 432 fut la dernière vapeur du Lehigh Valley à vider ses cendres à Delano.

### Le déclin
Après les années 1940, le transport de charbon déclina progressivement. Le service voyageur fut arrêté le 4 février 1961. En 1962 le Pennsylvania Railroad finit par prendre le contrôle majoritaire du Lehigh Valley. 
Le 21 juin 1970, la compagnie du Penn Central se déclara en banqueroute. En conséquence, elle fut libérée de son obligation de payer ses appointements aux divers chemins de fer du nord-est, dont le Lehigh Valley, pour l'utilisation de leurs wagons et autres opérations. A contrario, les autres chemins de fer étaient toujours tenus de payer leurs appointements au Penn Central. Ce déséquilibre dans les paiements fut fatal aux fragiles finances du Lehigh Valley, qui se déclara en banqueroute le 24 juin 1970, trois jours après le Penn Central.
Malgré sa faillite le Lehigh Valley resta en opération durant l'année 1970, ce qui était pratique courante à l'époque. En 1972, il assurait la ligne située en Pennsylvanie du Central Railroad of New Jersey, autre concurrent pour l'anthracite qui venait de faire banqueroute lui aussi. Ces deux compagnies avaient conclu un accord pour se partager leurs voies dans cette région en 1965, afin de réduire les coûts, d'autant plus que leurs lignes étaient construites en parallèle de Wilkes-Barre pratiquement jusqu'à New York. 

### Conrail

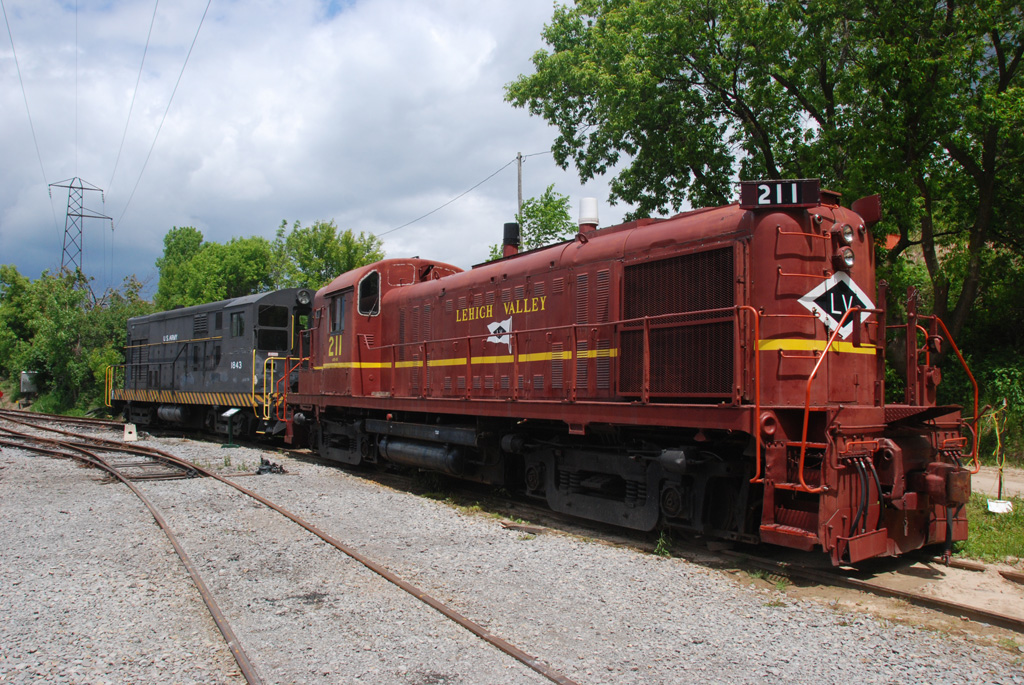
Locomotive du Lehigh Valley (en mauve).

Le 1er avril 1976, la majeure partie du capital du Lehigh Valley fut reprise par Conrail. Cela comprenait essentiellement la ligne principale (et ses embranchements) située entre Van Etten Junction (à Sayre) et Oak Island,  l'embranchement d'Ithaca entre Van Etten Junction et Ithaca, se connectant à la ligne de Cayuga Lake et à la station électrique de Milliken sur le Lake Ridge, New York, et d'autres petites sections à Geneva, Batavia, Auburn et Cortland. Il s'y ajouta une section de Geneva à Victor (réduite plus tard de Shortsville à Victor), et une autre à l'ouest de Van Etten Junction. La section Shortsville-Victor devint l'Ontario Central Railroad en 1979. Lors du rachat, Conrail reprit aussi le matériel à l'exception de 24 locomotives (GP38-2 n°314 à 325 et C420 n°404 à 415) qui allèrent au Delaware & Hudson. Le reste du capital ne fut transféré au Penn Central qu'au début des années 1980.
La ligne principale traversant le New Jersey et arrivant au dépôt d'Oak Island Yard devint une portion importante pour Conrail, car elle permettait d'éviter la ligne électrifiée de l'Amtrak (ancien corridor nord-est du Pennsylvania Railroad). De nos jours, elle est toujours importante pour le Norfolk Southern Railway, CSX, et Conrail Shared Assets. 
La plupart des lignes restantes du Lehigh Valley servent d'embranchements ou ont été vendues à des opérateurs régionaux tels que:
- Finger Lakes Railway/Ontario Central Railroad
- Genesee Valley Transportation (Depew, Lancaster & Western)
- Livonia, Avon & Lakeville Railroad
- New York, Susquehanna and Western Railway
- Reading & Northern

## Le service voyageur
Il débuta le 18 mai 1896 avec le Black Diamond. Après la Seconde Guerre mondiale, le Lehigh Valley exploitait plusieurs trains de voyageurs.
- No. 4/11 The Star
- No. 7/8 The Maple Leaf
- No. 9/10 The Black Diamond
- No. 23/24 The Lehighton Express
- No. 25/26 The Asa Packer, du nom du président le plus connu de Lehigh Valley.
- No. 28/29 The John Wilkes

Les premières 14 diesel-électriques commandées pour le service voyageur furent les ALCO PA-1. Elles furent également utilisées pour le fret, pendant et après le service voyageur. Une paire de diesel-électriques ALCO FA-2 et FB-2 furent achetées pour prêter main-forte aux PA en cas de nécessité. 
À cause du déclin des voyageurs, le Lehigh Valley demanda à l'ICC le droit d'arrêter ce service. Cela prit effet le 4 février 1961. La majorité des installations pour voyageurs furent détruites, et les équipements jugés inutiles furent vendus à d'autres compagnies.